# Geschiedenis van Fiji

Wapen van Fiji

Dit artikel geeft een overzicht weer van de geschiedenis van Fiji.

## De eerste Polynesische nederzettingen
Men vermoedt dat Austronesische mensen de eerste mensen ooit waren die zich op Fiji vestigden, zo’n 3.500 jaar geleden. De Fiji Times vermeldde op 3 juli 2005 dat onderzoek van het Fiji Museum en van de University of the South Pacific (USP) aan het licht had gebracht dat bepaalde skeletten uit Sigatoka (op het eiland Viti Levu), ongeveer 3000 jaar oud waren en waarschijnlijk toebehoren aan de eerste mensen die ooit op Fiji aankwamen. Hun oorsprong zou volgens dit onderzoek in het zuiden van China of in Taiwan liggen. De skeletten werden vervolgens naar Japan verzonden voor verder onderzoek. In 2005 werd aangekondigd dat 16 skeletten waren blootgelegd in Bourewa, in de buurt van Natadola, met een leeftijd van 3.200 jaar.
Obsidiaan, een zeldzaam natuurlijk voorkomend vulkanisch glas uit Papoea-Nieuw-Guinea, werd op Sigatoka ontdekt. Patrick D. Nunn, professor Oceanografie en Geografie aan de USP, stelde dat ongeveer 7.000 jaar geleden mensen moeten zijn weggetrokken uit het zuiden van China of Taiwan, welke zich uiteindelijk in Papoea-Nieuw-Guinea zouden vestigen. Vandaar zouden ze vervolgens naar Fiji gemigreerd zijn. 
Deze eerste cultuur op Fiji wordt de Lapitacultuur genoemd, en ze moet ongeveer 2.500 jaar oud zijn. Sepeti Matararaba, een archeoloog van het Fiji-Museum, zegt dat de cultuur vooral in de buurt van de kust moet gevestigd zijn, omdat juist daar de meeste overblijfselen van aardewerk en potten zijn teruggevonden. Daarnaast werden er ook primitieve juwelen ontdekt. Om tot de ontdekking van deze Lapitacultuur te komen, waren overigens meer dan 20 verschillende graafplaatsen nodig op Fiji.
“De Lapita-mensen waren de eerste mensen die naar Fiji kwamen, alsook Vanuatu, Nieuw-Caledonië, Tonga en Samoa. Deze mensen lieten bewijzen van hun aanwezigheid achter in de vorm van gedecoreerde aardewerken potten,” aldus Nunn. Hij vermoedde eveneens dat deze eerste mensen waarschijnlijk vanuit Papoea-Nieuw-Guinea of de Salomonseilanden waren gekomen, gezien op deze eilanden dezelfde soorten potten werden teruggevonden, alsook het obsidiaan uit Papoea-Nieuw-Guinea. Wel is het zo dat de potten die in Fiji gevonden werden, veel minder uitgesproken gedecoreerd waren dan deze van de Salomonseilanden en Papoea-Nieuw-Guinea.
Nunn toonde aan dat een stuk obsidiaan dat in de buurt van Natadola, in het zuidwesten van Viti Levu, ontdekt werd, afkomstig was uit de obsidiaanmijn van Kutau Bao, op Talasea-Peninsula (eiland Nieuw-Brittannië) in Papoea-Nieuw-Guinea, ongeveer 4.500 kilometer van zijn ontdekkingsplaats. Hoewel dit vulkanisch glas gekend was bij de Lapitacultuur, werd het niet zo veel gebruikt. Het ontdekte stuk obsidiaan toonde echter wel sporen van bewerking, en het moet in Fiji geraakt zijn kort nadat de Lapitacultuur er zich gevestigd had. Dr. Nunn vermoedt dat obsidiaan wellicht als een soort van talisman of geluksbrenger werd gebruikt bij de Lapita-mensen.

## Komst van de Melanesiërs
Ongeveer 1000 jaar later zouden de eerste Melanesiërs hen gevolgd zijn. Hun oorsprong lag hoogstwaarschijnlijk in Nieuw-Guinea, zij het met een kleine invloed uit Oost-Azië. Op het eiland Moturiki (Lomaiviti-eilanden) zijn archeologische vondsten gedaan van nederzettingen die teruggaan tot ongeveer 900 v.C.
In de 10e eeuw na Christus bloeide het koninkrijk Tu'i Tonga volop in de huidige onafhankelijke staat Tonga. Fiji ondervond hier ook al snel invloed van. Zo vermoeden wetenschappers dat deze invloed uit Tonga waarschijnlijk aan de basis ligt van de intrede van Polynesische talen en cultuur in Fiji. Het Tongaanse koninkrijk begon langzaam aan te vervallen vanaf de 13e eeuw na Christus. Toen kwam er ook een Tongaanse prins aan in Fiji, namelijk Ma’afu.
In 2006 werd in Kaku, in Nausori, een oud Fijisch dorpje ontdekt. Dit dorpje werd wellicht bestuurd door stamhoofden tussen 1250 en 1560. Het bezat een sterk strijdfort dat tot nog toe uniek is in Fiji. Archeoloog Sepeti Matararaba van het Fiji-Museum was verbaasd over sommige van de ontdekkingen. Een voorbeeld hiervan is een ijzeren bijl die vermoedelijk door blanke handelaren gebruikt werd om te ruilen voor artefacten van Fiji. Al deze opgravingen en het stadje zijn vandaag belangrijke themapunten voor het toerisme in Fiji.
Volgens mondelinge overlevering zijn de hedendaagse mensen in Fiji nakomelingen van het stamhoofd Lutunasobasoba. Zij kwamen met hem in Fiji aan per kano. Vervolgens trokken ze landinwaarts naar de bergen van Nakauvadra. Hoewel deze mondelinge traditie niet historisch of wetenschappelijk onderbouwd is, stimuleert de Fijische overheid dit idee wel, en vele mensen uit Fiji geloven er dan ook in.

## Fiji tijdens de 19e eeuw: de prekoloniale periode
In 1822 kwamen de eerste Europeanen aan in Levuka. Dit werd de eerste moderne stad van Fiji. Niet veel later, in 1830, arriveerden de eerste christelijke missionarissen vanuit Tahiti, namelijk Hatai, Arue en Tahaara. Ze kwamen aan in Lakeba en waren gebracht via Tonga door de London Missionary Society. Een kleine vier jaar later (1834) kwamen er twee nieuwe missionarissen aan in Lakeba, namelijk William Cross en David Cargill. Zij werden begeleid door afgezanten van het toenmalige Tongaanse stamhoofd Taufa’ahau en door Josua Mateineniu, een Fijiër uit Vulaga. 1834 was tevens het jaar waarop er voor het eerst een Amerikaans expeditieschip Fiji bezocht, onder leiding van kapitein Charles Wilkes. 
In 1845 werden er in Fiji grote hervormingen doorgevoerd onder leiding van het toenmalige stamhoofd van Viwa, Ratu Ravisa (Varani). Varani was de eerste belangrijke Fijische missionaris die actief was op meerdere eilanden, en hij had eveneens een sterke invloed op een van de strijdende leiders van Fiji, namelijk Ratu Seru Cakobau. In 1847 krijgt Fiji te maken met een Tongaanse inval onder leiding van prins Enele Ma’afu van Tonga. Hij vestigde zichzelf in Lakeba in 1848. Een jaar later, in 1849, wordt per ongeluk het handelsconsulaat van John Brown Williams (Verenigde Staten) vernietigd door verdwaalde kanonskogels. Het werd vervolgens volledig geplunderd door Fijische inboorlingen. In 1851 volgde hierop een (bedreigend) bezoekje van de United States Navy. Zij eisten een schadevergoeding van 5000 dollar voor het verlies van hun handelsconsulaat. 
Oorlogsheld Ratu Seru Epenisa Cakobau vestigde zich als Vunivalu (hoogste stamhoofd) in 1853. Hij werd hiermee de eerste koning van Fiji (de eerste Tui Viti). Hij bekeerde zich tot het christendom in 1854, beïnvloed door verscheidene eigenschappen van deze religie die door de missionarissen waren ingevoerd. In Rewa brak er echter een opstand uit tegen Cakobau, maar deze werd al snel met de grond gelijk gemaakt en de leider hiervan, Mara, werd vier jaar later geëxecuteerd.
In 1855 wordt het huis van John Williams Brown vernield door brandstichting. Hierop volgde opnieuw een bezoek van een oorlogsschip (USS John Adams), en er werd 44.000 dollar schadevergoeding geëist. Het oorlogsschip zorgde eveneens voor de bezetting van enkele eilanden van Fiji als ‘onderpand’. 
In 1858 komt er voor het eerst een Britse consul aan in Fiji, namelijk William Thomas Pritchard. Daarnaast kwam er ook een vijandig bezoek van het schip USS Vandalia. Gezien de schulden biedt Cakobau aan om Fiji af te staan aan het Verenigd Koninkrijk voor 40.000 dollar. Dit wordt in 1862 echter geweigerd door het Verenigd Koninkrijk omdat het beweerd te hebben vastgesteld bij de aan Cakobau ondergeschikte stamhoofden dat zij hem niet allemaal aanvaarden als koning van Fiji. Met andere woorden, volgens het Verenigd Koninkrijk is Cakobau niet bevoegd om zelf te beslissen over het al dan niet afstaan van Fiji. Mede door dit voorval wordt er in 1865 een Confederatie van Fijische Stamhoofden opgericht. Amerikaanse bedreigingen namen toe en in 1867 werd Cakobau door Europese kolonisten gekroond tot koning van Bau, maar vanaf dan was hij uiteraard zijn titel als koning van Fiji kwijt. In 1868 is de Polynesia Company (uit Australië) bereid om grond in de buurt van Suva over te kopen, op voorwaarde dat de Verenigde Staten Cakobau’s schulden  kwijtschelden. Hierop volgt in 1871 uiteindelijk de vestiging van het koninkrijk Fiji als constitutionele monarchie. Cakobau werd er koning van, maar de echte macht lag natuurlijk bij het Kabinet en de Wetgevende Macht van kolonisten uit Australië. De schulden van Fiji stegen echter opnieuw de hoogte in, en in 1872 werd hierop een ambtenaar van het Verenigd Koninkrijk, John Bates Thurston, naar Fiji gezonden om met Cakobau te onderhandelen over een overname van Fiji door het Verenigd Koninkrijk. Ten slotte, op 10 oktober 1874, werd Fiji officieel een Britse kolonie.

## De eerste jaren van de koloniale periode
Hercules Robinson, die was aangekomen op 23 september 1874, werd aangesteld als interim-gouverneur van de kolonie Fiji. In 1875 werd hij echter vervangen door Arthur Gordon. In de plaats van Fiji in zijn geheel te besturen, gaf hij autonomie aan verschillende lokale stamhoofden. Wel was het vanaf nu verboden om stamoorlogen te organiseren. De kolonie werd verdeeld in vier verschillende regio’s, en deze werden verder ingedeeld in 12 districten, elk geregeerd door een lokaal stamhoofd. In 1876 werd er een Grote Raad van Stamhoofden opgericht dat bedoeld was als een soort van adviescentrum voor de gouverneur. Deze organisatie bestaat tegenwoordig nog steeds en ze heeft een constitutionele rol: ze is namelijk verantwoordelijk voor het kiezen van Fiji’s president, een vicevoorzitter en 14 van de 32 senatoren. Zij werd aangevuld met een nieuwe organisatie, namelijk de Fijian Affairs Board. Deze twee organisaties zijn tegenwoordig de wetgevende macht van Fiji. Vroeger waren de Europese kolonisten echter niet onderworpen aan deze wetten. In 1882 werd de hoofdstad verplaatst van Levuka naar het meer toegankelijke Suva. 
Verder verbood Gordon de verkoop van gronden; deze konden echter wel nog verhuurd of geleased worden. Dit beleid werd in feite voortgezet tot vandaag en tegenwoordig is 83% van Fiji nog steeds staatseigendom. Hij verbood ook de exploitatie van Fijiërs als arbeiders en na de mislukking van de katoenoogst in de jaren 1870, besloot Gordon in 1878 om contractarbeiders uit India te importeren om te werken op de suikerrietvelden (die de plaats hadden ingenomen van de katoenvelden). Hierop arriveerden op 14 mei 1879 de eerste 463 mensen uit India, een aantal dat tot het einde van deze regeling in 1916 nog zou oplopen tot 61.000. Het plan zorgde ervoor dat de Indische arbeiders vijf jaar kwamen werken in Fiji, waarna ze op eigen kosten konden terugkeren naar India, of het contract verlengen voor een nieuwe termijn van vijf jaar. Als ze kozen voor dit laatste, zou hun terugkeer worden vergoed door de overheid. De meerderheid koos om te blijven.

## Fiji tijdens de Eerste Wereldoorlog
Fiji was in feite niet rechtstreeks betrokken bij de Eerste Wereldoorlog. Er heeft zich echter wel een incident voorgedaan in 1917. Graaf Felix von Luckner kwam aan op het eiland Wakaya (van de Lomaiviti-eilanden), nadat zijn schip was vastgelopen in de buurt van de Cookeilanden. Hierop volgde een beschieting vanuit Papeete op het Franse grondgebied Tahiti. Op 21 september ging een politie-inspecteur samen met een aantal Fijiërs naar Wakaya en von Luckner, die zich niet realiseerde dat deze mannen ongewapend waren, gaf zich onbewust over. De koloniale autoriteiten stonden niet toe dat mensen van Fiji zouden dienen in de oorlog. Een kleinzoon van Cakobau ging echter bij het Franse Vreemdelingenlegioen en was militair hoog gewaardeerd (hij kreeg het oorlogskruis; Croix de Guerre). Vervolgens voltooide hij een studie in rechten aan de Universiteit van Oxford, en in 1921 keerde hij uiteindelijk terug naar Fiji, zowel als oorlogsheld als allereerste academicus. In de daaropvolgende jaren zou hij uiteindelijk een invloedrijke politieker worden in Fiji en hij zou de basis leggen voor het toekomstige onafhankelijke moderne Fiji.

## Fiji tijdens de Tweede Wereldoorlog
Tijdens de Tweede Wereldoorlog konden mensen uit Fiji wel dienen in de oorlog. Vele duizenden inwoners zouden vrijwillig dienen in het Fiji Infantry Regiment, dat onder commando stond van Edward Cakobau, een andere kleinzoon van Seru Epenisa Cakobau. Het regiment werkte samen met Nieuw-Zeelandse en Australische legereenheden. 
De aanval op Pearl Harbor door Japan op 8 december 1941 kondigde het begin aan van de Tweede Wereldoorlog in Azië (the Pacific War). Door zijn centrale ligging werd Fiji geselecteerd als een opleidingsbasis voor geallieerden. Er werd een landingsbaan gebouwd in Nadi (die later zou uitgroeien tot internationale luchthaven), en de kust werd bezaaid met geschutsopstellingen. Fiji kreeg gedurende deze oorlog een reputatie voor moed. Zo kreeg korporaal Sefanaia Sukanaivalu het Victoria Cross voor zijn dapperheid in de Slag van Bougainville.
De mensen die indertijd vanuit India naar Fiji migreerden, weigerden echter in grote aantallen om dienst te nemen tijdens de Tweede Wereldoorlog. Dit zou een van de vele oorzaken zijn van de naoorlogse etnische spanningen waarmee Fiji te maken zou krijgen.

## De ontwikkeling van politieke instellingen
De Grote Raad van Stamhoofden, met aanvankelijk een adviserende bevoegdheid, was in 1876 opgericht. Vanaf 1904 kreeg het echter meer bevoegdheden. Zo werd het bevoegd om 6 van de 19 raadsleden te kiezen. Twee leden werden benoemd door de koloniale gouverneur van een lijst met zes kandidaten. De gouverneur zelf was het 19e lid. Het eerste genomineerde Indische lid werd benoemd in 1916.
Na de Tweede Wereldoorlog zette Fiji zijn eerste stappen naar intern zelfbestuur. De wetgevende raad werd uitgebreid tot 32 leden in 1953. 15 daarvan werden door hen gekozen en gelijk verdeeld over de drie grote etnische kieskringen (inheemse inwoners, Indische mensen en Europeanen). De Indische mensen en de Europeanen kozen direct 3 van de 5 leden. De 5 inheemse leden waren allen voorgedragen door de Grote Raad van Stamhoofden. Ratu Sukuna werd gekozen als eerste spreker. 

## Fiji wordt een onafhankelijke staat
In juli 1965 werd er in Londen een constitutionele conferentie gehouden om de grondwettelijke veranderingen te bespreken met het oog op de invoering van een verantwoordelijke overheid in Fiji. De Indiërs eisten de onmiddellijke invoering van een volledig zelfbestuur, met algemeen kiesrecht. Deze eisen werden echter direct afgewezen door de inheemse inwoners, aangezien zij bang waren om hun controle over het land te verliezen ten gunste van de Indiërs. De Britten waren echter vastbesloten om Fiji naar de onafhankelijkheid te brengen en de inheemse bevolking besefte dat ze weinig keus hadden. Ze probeerden dus te onderhandelen voor de beste deal die ze konden krijgen. Uiteindelijk, op 10 oktober 1970, werd Fiji onafhankelijk als het dominion Fiji met de Britse koningin als staatshoofd. In 1987 werd Fiji, na een staatsgreep, uitgeroepen tot een republiek onder leiding van de gekozen president Rabuka. In 1997 kwam er, nog steeds onder leiding van deze president, een grondwet en kwam Fiji weer onder de Britse Kroon binnen het Gemenebest.
In mei 1999 werd de eerste Indo-Fijiaanse premier gekozen. Veel inheems Fijiërs waren hier niet tevreden mee, omdat ze het idee hadden dat hun traditionele landrechten op het spel stonden. Op 19 mei 2000 werd er door hen, onder leiding van George Speight, een staatsgreep gepleegd in Suva bij het parlementsgebouw. Onder andere de president werd gegijzeld. De coupplegers wilden dat de multi-etnische grondwet gewijzigd werd. Ze kregen steeds meer steun en uiteindelijk, na een aantal weken, werden de gijzelaars vrijgelaten en werd de grondwet toch veranderd. Internationaal was hier veel kritiek op; er werd onder andere aangeraden niet naar Fiji te reizen. Hierdoor ging de economie behoorlijk achteruit. In maart 2001 besloot de regering de oude grondwet weer in gebruik te nemen. Speight bekende dat hij schuldig was geweest aan landverraad en ter dood veroordeeld, wat later werd omgezet in levenslang.
Zoals alle eilandstaten maakt Fiji zich grote zorgen over de zeespiegelstijging. In 2014 moest het kustdorp Vunidogoloa worden verplaatst naar hoger gelegen gebied landinwaarts, na decennia van overstromingen en kusterosie. Het was dan ook de regering van Fiji, die in 2016 als eerste het Klimaatverdrag van Parijs ratificeerde.
Geschiedenis van: Australië · Fiji · Kiribati · Marshalleilanden · Micronesia · Nauru · Nieuw-Zeeland · Palau · Papoea-Nieuw-Guinea · Salomonseilanden · Samoa · Tonga · Tuvalu · Vanuatu · Noordelijke Marianen · Guam · Amerikaans-Samoa · Cookeilanden · Frans Polynesië · Nieuw-Caledonië · Pitcairneilanden · Wallis en Futuna